# Infantilisation
L'infantilisation est une attitude consistant à agir envers un adulte comme envers un enfant qui serait incapable de se débrouiller seul, de prendre de bonnes décisions ou de juger ce qui est bon pour lui.
La personne ou le système qui infantilise adopte une posture de supériorité vis-à-vis de la personne infantilisée (paternalisme), lui suggère ce qu'elle estime bon pour elle, manifeste une volonté de faire les choses à sa place, lui enseigner sa morale et lui dire comment elle doit penser ou se comporter.
L'infantilisation peut être suscitée consciemment ou non par la personne infantilisée si son comportement manifeste une demande de paternalisme, de prise en charge, y compris à son insu.
L'attitude d'infantilisation provient parfois d'un désir sincère d'aider l'autre :
- parce qu'on pense avoir une bonne solution alors que l'autre fait fausse route ;
- par volonté de remettre l'autre dans le « droit chemin », ou en tout cas dans la norme ;
- parce qu'on juge qu'il a un comportement peu mature ;
- ou enfin par désir de domination de l'autre.

L'infantilisation peut conduire la personne infantilisée, si elle n'y prend garde ou en prend conscience à épouser le point de vue, la projection de la personne qui l'infantilise et à se laisser convaincre qu'elle n'est décidément pas capable de se comporter, qu'elle n'est pas assez mûre. Nous avons un processus de transfert de la personne infantilisée vers la personne infantilisante. Et donc un risque de « toute-puissance ».
La notion que la religion est source d'infantilisation fait partie de la critique des religions. Ce point de vue a été exprimé par Freud dans L'Avenir d'une illusion.
On retrouve ce processus d'infantilisation vis-à-vis :
- de personnes âgées (dans les institutions, dans la famille et dans la société en général) ;
- de femmes (cf. Le livre de Natacha Henry : Les mecs lourds ou le paternalisme lubrique) ;
- de jeunes et d'adolescents (dans le système scolaire, en famille ou dans d'autres lieux sociaux) ;
- de chômeurs ou de personnes en difficulté sociale (dans le discours politique ou dans les institutions) ;
- de malades (du point de vue physique ou mental) (Dans les institutions de santé, dans la psychiatrie, l'aide thérapeutique) ;
- de salariés et travailleurs dans les entreprises (paternalisme patronal, management).

mais aussi entre conjoints.